# Административна подела Малте
Република Малта, због своје величине, има једностепену поделу државе на општине, који се овде називају месним саветима (малт. Kunsilli lokali). Укупно постоји 68 општина, 54 на острву Малта и 14 на острву Гоцо. Од тога 11 општина има звање града, засновано на историјском значају, а не на величини насеља и општине.
Поред општина званично постоје и окрузи и регије, али су они уведени из потреба статистике и немају значаја на нивоу самоуправе.

## Историјат
Данашња управна подела државе уведена је на Малти 1993. године, у циљу усаглашавања прописима Европске уније.

## Списак општина на Малти
→ (градови назначени задебљаним словима)
| - Ајнсилем - Ашак - Арб - Асри - Атард - Балцан - Биргу - (Città Vittoriosa) - Биркиркара - Бирзебуџа - Бормла - (Città Cospicua) - Валета - (Città Umillisima) - Викторија - (Città Victoria) - Гаргур - Гзира - Гудја - Дингли - Забар - (Città Hompesch) | - Зебуџ - (Città Rohan) - Зебуџ (Гоцо) - Зејтун - (Città Beland) - Зурик - Иклин - Кала - Калкара - Керчем - Киркоп - Корми - (Città Pintò) - Кренди - Лија (Малта) - Лука - Марса - Марсаскала - Марсашлок - Мџар | - Мдина - (Città Notabile) - Мелиха - Мкаба - Моста - Мсида - Мтарфа - Муншар - Надур - Нашар - Паола - Пемброк - Пијета - Рабат - Сафи - Сан Џван - Сан Ђиљан - Сан Лавренц | - Залив Св. Павла - Санат - Санта Венера - Санта Лучија - Свики - Сенглеа - (Città Invicta) - Сигиви - (Città Ferdinand) - Слима - Та' Шбиш - Таршин - Фгура - Флоријана - Фонтана - Хамрун - Шара - Шевкија - Шајра |